# Paul Kee
Paul Guan Beng Kee, född 15 september 1957, är utövare av karate och mångfaldig svensk mästare i tävlingsgrenen kata - 15 individuella SM-titlar och 14 lag-SM-titlar, där han i många år var helt överlägsen. Kee föddes i Malaysia, och började träna karate där som trettonåring. Han tävlade i många år för föreningen GAK Enighet i Malmö.
Kee är elev till mästaren i taiji, Earl Montique, och Kee utbildar i taiji i Malmö och Oxie.